# Campbelltown, New South Wales
Campbelltown är en ort i Australien. Den ligger i kommunen Campbelltown Municipality och delstaten New South Wales, i den sydöstra delen av landet, omkring 43 kilometer sydväst om delstatshuvudstaden Sydney. Antalet invånare är 8 013.
Närmaste större samhälle är Engadine, omkring 18 kilometer öster om Campbelltown.
I omgivningarna runt Campbelltown växer i huvudsak städsegrön lövskog. Runt Campbelltown är det tätbefolkat, med 511 invånare per kvadratkilometer. Genomsnittlig årsnederbörd är 1 288 millimeter. Den regnigaste månaden är februari, med i genomsnitt 215 mm nederbörd, och den torraste är juli, med 34 mm nederbörd.